# Theodore Earl Butler

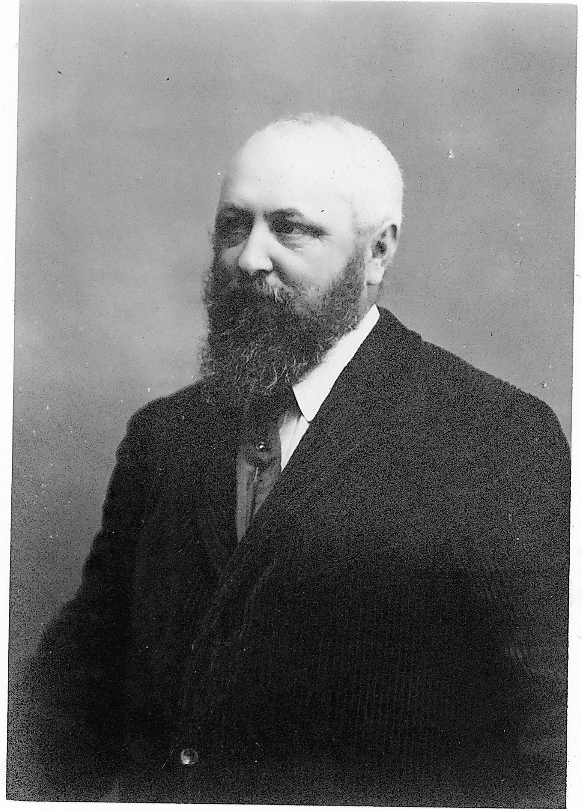
Theodore Earl Butler

Theodore Earl Butler (Columbus, Ohio, 12 oktober 1861 – Giverny, 2 mei 1936) was een Amerikaans impressionistisch kunstschilder, die een groot deel van zijn leven in Frankrijk werkte. Hij was gehuwd met Suzanne Hoschedé (1868-1899), de stiefdochter van Claude Monet, en na haar dood met haar oudere zus Marthe (1864-1925) trouwde.

## Leven en werk

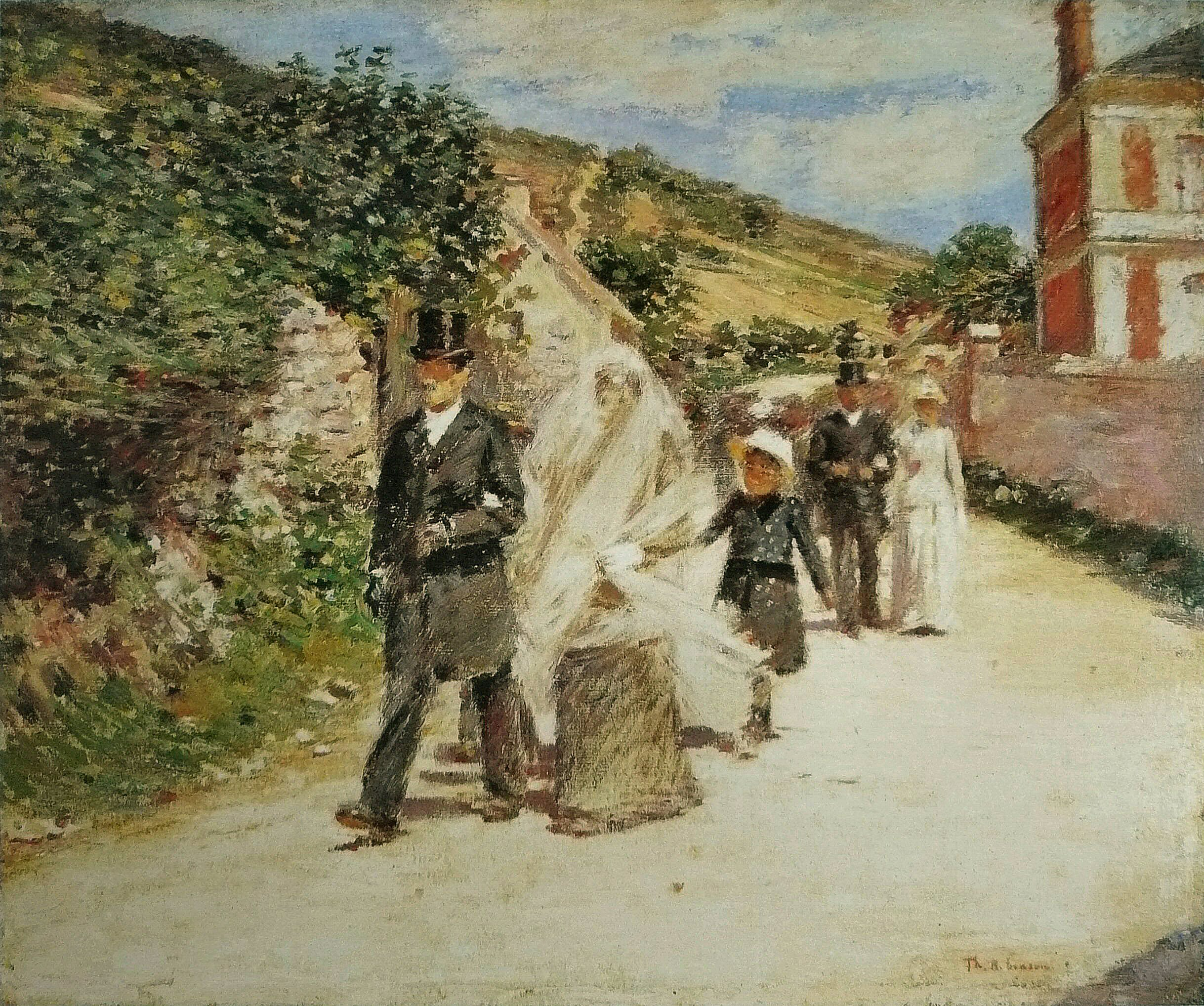
Huwelijk van Butler en Suzanne Hoschedé, 1892, geschilderd door Theodore Robinson.

Butler was de zoon van Courtland Philip Livingston Butler, een industrieel en groothandelaar. Hij studeerde aan de Art Students League of New York, onder William Merritt Chase, die hem bekend maakte met het impressionisme. In 1885 ging hij naar Parijs en studeerde daar aan de Académie de la Grande Chaumière, de Académie Colarossi en de Académie Julian, samen met Pierre Bonnard en Édouard Vuillard. Via Emile Auguste Carolus-Duran, bij wie hij ook lessen nam, kwam hij in contact met Claude Monet, met wie hij vriendschap sloot. Regelmatig bezocht hij Monet in Giverny, waar hij vaak verbleef in het bekende Hotel Baudy. In Giverny werkte in die periode een hele kolonie van Amerikaanse kunstschilders, waaronder Frederick Carl Frieseke, Philip Leslie Hale, Willard Metcalf, Lilla Cabot Perry, Theodore Robinson en Guy Rose. Met Rose zou hij nauw bevriend blijven.
In Butlers werk is de impressionistische invloed van Monet duidelijk herkenbaar. Later zien we ook post-impressionistische en fauvistische invloeden, met name in zijn kleurgebruik, met zijn vloeiende lijnvoering als meest typerend kenmerk. Hij maakte vooral genrewerken en stillevens. Diverse keren exposeerde hij in de Parijse salon en in 1897 had hij een solo-expositie bij kunsthandelaar Ambroise Vollard. Ook had hij veel succes met zijn werk in Amerika, waar naar hij regelmatig op en neer reisde om er te exposeren en werk te verkopen.
In 1992 huwde Butler met Suzanne Hoschedé, de dochter van Monets tweede vrouw Alice Hoschedé, waarmee hij volledig in de hechte familiekring van Monet werd opgenomen. Met Suzanne kreeg hij twee kinderen, Jimmy en Lili. Na de dood van Suzanne in 1899, hertrouwde hij in 1900 met haar zus Marthe.
In 1913 verhuisde de familie Butler naar New York. Butler nam deel aan de Armory Show en samen met onder andere John French Sloan, John Marin, Marcel Duchamp William Glackens en Man Ray, was hij in 1916 betrokken bij de oprichting van de Society of Independent Artists. De Eerste Wereldoorlog maakte de terugkeer naar Frankrijk lange tijd onmogelijk, maar uiteindelijk zou de familie zich in 1921 opnieuw vestigen in Giverny. Daar overleed hij in 1936, 74 jaar oud, tien jaar na zijn schoonvader Monet.

## Galerij

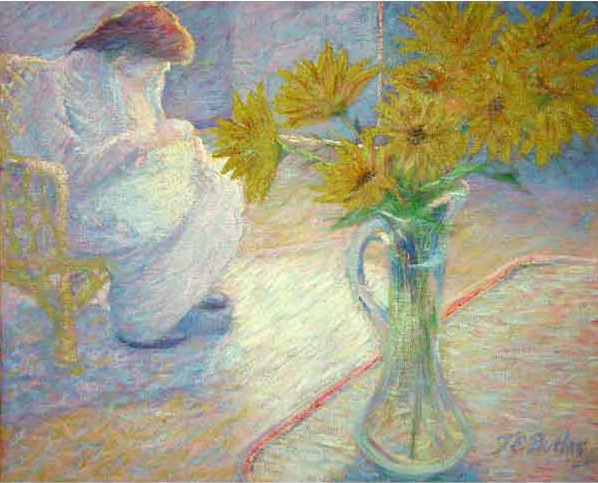
Suzanne speelt met Jimmy
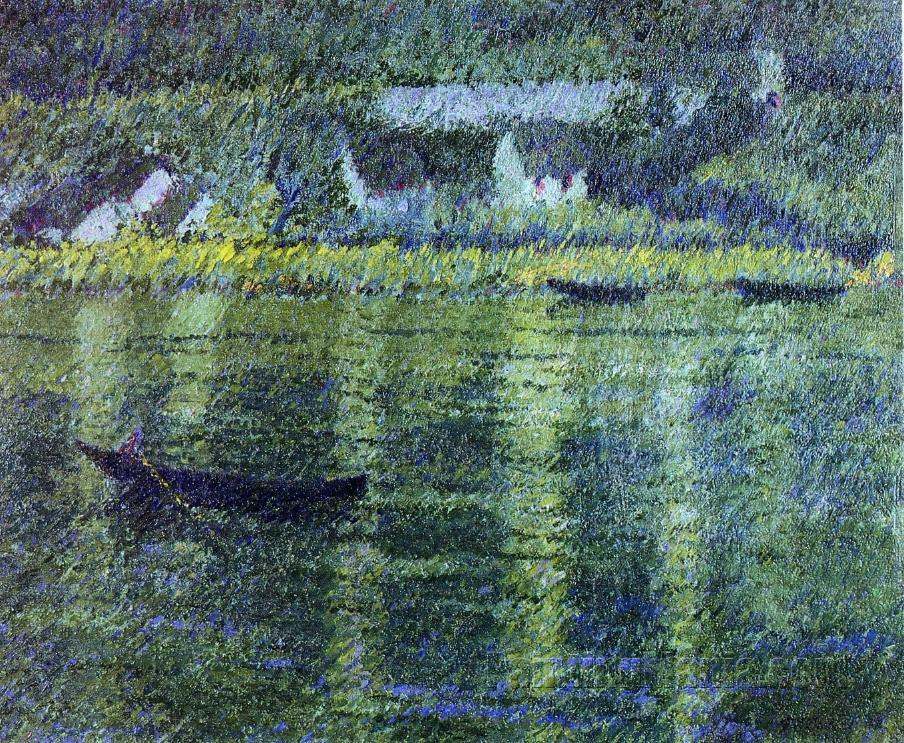
Boten op de Seine bij Port-Villez
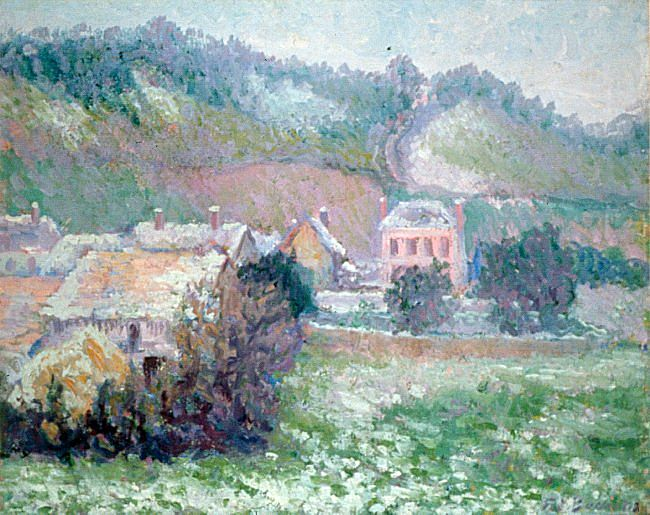
Schoolgebouw onder de sneeuw
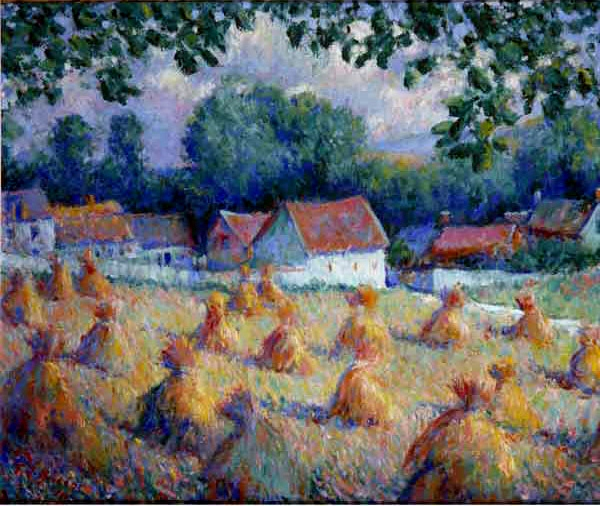
Hooibergen
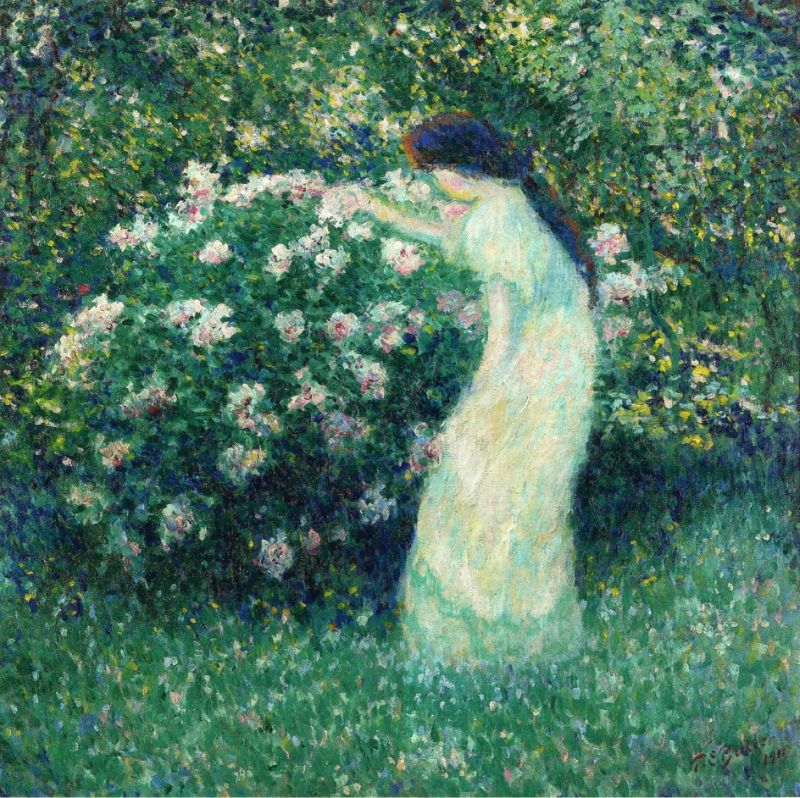
Lili Butler in de tuin van Monet